# Operación Kugelblitz
La Operación Kugelblitz (en alemán centella), también conocida como Sexta Ofensiva Antipartisana (en serbocroata Šesta neprijateljska ofanziva) en la historiografía yugoslava, fue una de las principales ofensivas de contrainsurgencia llevadas a cabo por las fuerzas de ocupación alemanas en los Balcanes durante la Segunda Guerra Mundial.
Fue llevada a cabo entre finales de 1943 y principios de 1944, y con ella el alto mando alemán trató de eliminar la resistencia de las fuerzas partisanas de Josip Broz Tito en el este de Bosnia, a través del cerco y destrucción del Segundo y Tercer Cuerpo de Partisanos que operaban en la zona. La operación fue seguida inmediatamente por la Operación Schneesturm (ventisca), que trató de capitalizar el éxito inicial de la Operación Kugelblitz.
Las fuerzas alemanas lograron infligir severas pérdidas en algunas unidades, además de conquistar las ciudades y las comunicaciones de la zona, pero fracasaron en el intento de aniquilar los destacamentos partisanos. Por lo tanto, su éxito fue relativo, ya que los partisanos lograron rehacerse y retornaron a la lucha. Durante la batalla, 3700 combatientes partisanos perdieron la vida. Además, Tito se vio forzado a abandonar su cuartel general en Jajce para establecerse en Drvar, en los Alpes Dináricos.

## Desarrollo

### Inicio
La operación fue diseñada tras la caída de Benito Mussolini, lo que forzó la retirada de Italia del lado del Eje. Así, las fuerzas que la debían llevar a cabo las operaciones eran unidades alemanas con apoyo de sus aliados del Estado Independiente de Croacia (a quien, de iure, pertenecían los territorios en los que se desarrolló) y el Reino de Bulgaria. Se desarrolló principalmente en dos frentes: el este de Bosnia (donde se hallaba el 3.º Cuerpo de Partisanos con la 2.ª, 5.ª, 17.ª y 27.ª divisiones) y el norte de Montenegro y el Sandžak (donde actuaba el 2.º Cuerpo de Asalto del NOVJ).
La primera parte de la operación, iniciada el 4 de diciembre de 1943 le fue asignada al V SS Cuerpo de Montaña del 2.º Ejército Panzer. El objetivo de esta operación era destruir las unidades partisanas en el este de Bosnia, en las proximidades de Sarajevo, Srebrenica, Vlasenica, Gacko, Višegrad y Nevesinje. Pero el plan era demasiado ambicioso. Las tropas alemanas encargadas de la misión debieron cubrir un área demasiado grande. El grueso de la fuerza partisana logró escapar gracias a la compleja orografía de la zona y su conocimiento del terreno. Sin embargo, el costo en vidas humanas fue muy alto.
El plan consistía en rodear a las tropas partisanas en una amplia extensión y cerrar el cerco tanto como fuera posible para destruirlos. Esta fue una táctica que los alemanes habían usado otras veces en el pasado (Ver Batalla del Sutjeska), aunque por lo general sin éxito, como ocurrió en esta ocasión. Tan pronto como los partisanos comprobaron la táctica enemiga, Tito emitió órdenes a sus tropas de dispersarse y trasladarse a los flancos y la retaguardia de las fuerzas alemanas para evitar un ataque frontal. La maniobra resultó un éxito.

### Operación Schneesturm
La segunda parte de la operación, en clave Operación Schneesturm, incluía dos acciones ofensivas en Bosnia. Una se llevó a cabo hacia el oeste y la costa adriática. La otra se dirigió al valle del río Krijava, al norte de Sarajevo. Si bien esta operación terminó a fines de diciembre y los partisanos mantuvieron el grueso de sus fuerzas, el costo humano fue también muy alto: sufrieron unas 2.000 bajas adicionales.
No obstante, la mayoría de las unidades partisanas mantuvieron su cohesión. El ejército de Tito era ya considerado como una fuerza de combate efectiva.

### Tercera fase
La Operación Herbstgewitter fue la última de las tres operaciones, y consistió en la limpieza de la isla de Korčula, en la costa dálmata. Korčula constituía una parada ideal para llevar suministros por mar a Yugoslavia desde Italia. Una vez más, el ejército partisano resultó dañado pero no derrotado. Tito perdió otros 1000 hombres.

## Consecuencias
Adaptando sus tácticas de batalla a las de los partisanos, las fuerzas alemanas lograron infligir grandes pérdidas a la 2.ª y 5.ª División Proletaria. En las dos semanas que duró la operación, los alemanes fueron capaces de conquistar un importante territorio entre Tuzla, Sarajevo y Sjenica. Sin embargo, estas ganancias fueron significativamente temporales. Las unidades partisanas habían adquirido experiencia en el combate y las tácticas, y a pesar de las bajas lograron reorganizarse. Meses después, lograron recuperar Foča, Čajniče, Goražde, Kalinovik y Miljevina, estableciendo un amplio territorio liberado.

## Orden de batalla

### Eje
V SS Cuerpo de Montaña:
- Unidades alemanas:
  - 1.ª División de Montaña SS
  - 7.ª División de Montaña SS Prinz Eugen
  - Parte de la 369.ª División de Infantería
  - Parte de la 187.ª División de Reserva
- Unidades búlgaras:
  - 24.ª División de Infantería
- Unidades chetniks:
  - Unidades del Sandžak bajo mando de Vojislav Lukačević.

### Partisanos
- 2.º Cuerpo de Partisanos, al mando del general Peko Dapčević.[7]
- 3.º Cuerpo de Partisanos, al mando del general Kosta Nađ.[8]